# Skok u vis
Skok u vis atletska je disciplina u kojoj natjecatelj mora skočiti preko vodoravno položene letvice na točno određenoj visini bez ikakvih pomagala (za pomagala vidi Skok s motkom). Ova disciplina nalazi se u Olimpijskim igrama Stare Grčke. S vremenom su natjecatelji razvili različite učinkovite tehnike skoka. Američki atletičar Dick Fosbury prvi je koristio tehniku, koja je danas najčešća. Najviši je u vis skočio Javier Sotomayor, kubanski atletičar preskočivši letvicu na visini od 2,45 m. 

## Povijest skoka u vis

### 2007. godina
U sezoni 2007. skok u vis je jedna od najzanimljivih disciplina. Konkurencija je vrlo jaka predvođena hrvatskom skakačicom Blankom Vlašić. Najveća konkurencija su joj Jelena Slesarenko, Ana Čičerova, Antonnieta di Martino, Ruth Beitia i Kajsa Berqvist koja ove godine ne može uloviti onakvu formu u kojoj je bila 2005. kada je i postala svjetska prvakinja na otvorenom. Na mitinzima zlatne lige pobjede su upisale Jelena Slesarenko u Oslu i Blanka Vlašić u Rimu i Parizu. Treba još samo spomenuti da je na mitingu u Stocholmu Blanka skočila drugi rezultata ikada s preskočenih 207 centimetara. Na svjetskom prvenstvu u Osaki Najbolja je bila Blanka Vlašić s preskočenih 205 centimetara s tim da je triput rušila letvicu na prvenstvu na 200 centimetara jedanput i dvaput na 205 centimetara. Blanka je napadala i svjetski rekord Stefke Kostadinove na 210 centimetara, ali letvica se rušila na sva tri izlaska pred nju. Drugo mjesto su podijelile Antonnieta di Martino i Ana Čičerova s preskočenih 203 centimetra.

## Najbolji rezultati

### Muškarci (vani)
| Visina | Atletičar                                                                            | Državljanstvo                                                                        | Mjesto                                                                               | Datum                                                                                |
| ------ | ------------------------------------------------------------------------------------ | ------------------------------------------------------------------------------------ | ------------------------------------------------------------------------------------ | ------------------------------------------------------------------------------------ |
| 2.45   | Javier Sotomayor                                                                     | Kuba                                                                                 | Salamanca                                                                            | 23. srpnja, 1993.                                                                    |
| 2.42   | Patrik Sjöberg                                                                       | Švedska                                                                              | Stockholm                                                                            | 30. lipnja, 1987.                                                                    |
| 2.41   | Igor Paklin                                                                          | SSSR / Kirgistan                                                                     | Kobe                                                                                 | 4. rujna, 1985.                                                                      |
| 2.40   | Rudolf Povarnitsyn                                                                   | SSSR / Ukrajina                                                                      | Donjeck                                                                              | 11. kolovoza, 1985.                                                                  |
| 2.40   | Sorin Matei                                                                          | Rumunjska                                                                            | Bratislava                                                                           | 20. lipnja, 1990.                                                                    |
| 2.40   | Charles Austin                                                                       | SAD                                                                                  | Zurich                                                                               | 7. kolovoza, 1991.                                                                   |
| 2.40   | Vyacheslav Voronin                                                                   | Rusija                                                                               | London                                                                               | 5. kolovoza, 2000.                                                                   |
| 2.39   | Jianhua Zhu                                                                          | NR Kina                                                                              | Eberstadt                                                                            | 10. lipanj, 1984.                                                                    |
| 2.39   | Hollis Conway                                                                        | SAD                                                                                  | Norman                                                                               | 30. srpanj, 1989.                                                                    |
| 2.38   | Sedam atletičara: (Avdeyenko, Malchenko, Topić, Kemp, Partyka, Freitag, Sokolovskyy) | Sedam atletičara: (Avdeyenko, Malchenko, Topić, Kemp, Partyka, Freitag, Sokolovskyy) | Sedam atletičara: (Avdeyenko, Malchenko, Topić, Kemp, Partyka, Freitag, Sokolovskyy) | Sedam atletičara: (Avdeyenko, Malchenko, Topić, Kemp, Partyka, Freitag, Sokolovskyy) |

### Žene (vani)
| Visina | Atletičarka        | Državljanstvo   | Mjesto    | Datum               |
| ------ | ------------------ | --------------- | --------- | ------------------- |
| 2.09   | Stefka Kostadinova | Bugarska        | Rim       | 30. kolovoza, 1987. |
| 2.08   | Blanka Vlašić      | Hrvatska        | Zagreb    | 31. kolovoza, 2009. |
| 2.07   | Lyudmila Andonova  | Bugarska        | Berlin    | 20. srpnja, 1984.   |
| 2.06   | Kajsa Bergqvist    | Švedska         | Eberstadt | 26. srpnja, 2003.   |
| 2.06   | Hestrie Cloete     | JAR             | Pariz     | 31. kolovoza, 2003. |
| 2.06   | Elena Slesarenko   | Rusija          | Atena     | 28. kolovoza, 2004. |
| 2.05   | Tamara Bikova      | SSSR / Rusija   | Kijev     | 22. lipnja, 1984.   |
| 2.05   | Heike Henkel       | Njemačka        | Tokio     | 31. kolovoza, 1991. |
| 2.05   | Inha Babakova      | SSSR / Ukrajina | Tokio     | 15. rujna, 1995.    |
| 2.04   | Silvia Costa       | Kuba            | Barcelona | 9. rujna, 1989.     |
| 2.04   | Venelina Veneva    | Bugarska        | Kalamata  | 2. lipnja, 2001.    |

### Muškarci (dvorana)
| Visina | Atletičar                                                                                | Državljanstvo                                                                            | Mjesto                                                                                   | Datum                                                                                    |
| ------ | ---------------------------------------------------------------------------------------- | ---------------------------------------------------------------------------------------- | ---------------------------------------------------------------------------------------- | ---------------------------------------------------------------------------------------- |
| 2.43   | Javier Sotomayor                                                                         | Kuba                                                                                     | Budimpešta                                                                               | 4. ožujka, 1989.                                                                         |
| 2.42   | Carlo Thränhardt                                                                         | Njemačka                                                                                 | Berlin                                                                                   | 26. veljače, 1988.                                                                       |
| 2.41   | Patrik Sjöberg                                                                           | Švedska                                                                                  | Pirej                                                                                    | 1. veljače, 1987.                                                                        |
| 2.40   | Hollis Conway                                                                            | SAD                                                                                      | Sevilla                                                                                  | 10. ožujka, 1991.                                                                        |
| 2.40   | Stefan Holm                                                                              | Švedska                                                                                  | Madrid                                                                                   | 6. ožujka 2005.                                                                          |
| 2.39   | Dietmar Mögenburg                                                                        | Njemačka                                                                                 | Köln                                                                                     | 24. veljače, 1985.                                                                       |
| 2.39   | Ralf Sonn                                                                                | Njemačka                                                                                 | Berlin                                                                                   | 1. ožujka, 1991.                                                                         |
| 2.39   | Ivan Ukhov                                                                               | Rusija                                                                                   | Moskva                                                                                   | 28. siječnja, 2007.                                                                      |
| 2.38   | Osam atletičara: (Paklin, Avdeyenko, Smith, Beyer, Matei, Hemingway, Rybakov, Thörnblad) | Osam atletičara: (Paklin, Avdeyenko, Smith, Beyer, Matei, Hemingway, Rybakov, Thörnblad) | Osam atletičara: (Paklin, Avdeyenko, Smith, Beyer, Matei, Hemingway, Rybakov, Thörnblad) | Osam atletičara: (Paklin, Avdeyenko, Smith, Beyer, Matei, Hemingway, Rybakov, Thörnblad) |

### Žene (dvorana)
| Visina | Atletičarka        | Državljanstvo | Mjesto       | Datum               |
| ------ | ------------------ | ------------- | ------------ | ------------------- |
| 2.08   | Kajsa Bergqvist    | Švedska       | Arnstadt     | 4. veljače, 2006.   |
| 2.07   | Heike Henkel       | Njemačka      | Karlsruhe    | 8. veljače, 1992.   |
| 2.06   | Blanka Vlašić      | Hrvatska      | Arnstadt     | 6. veljače, 2010.   |
| 2.06   | Stefka Kostadinova | Bugarska      | Pirej        | 20. veljače, 1988.  |
| 2.05   | Tia Hellebaut      | Belgija       | Birmingham   | 3. ožujka, 2007.    |
| 2.04   | Alina Astafei      | Njemačka      | Berlin       | 3. ožujka, 1995.    |
| 2.04   | Ana Čičerova       | Rusija        | Ekaterinburg | 7. veljače, 2003.   |
| 2.04   | Yelena Slesarenko  | Rusija        | Budimpešta   | 7. ožujka, 2004.    |
| 2.03   | Tamara Bikova      | SSSR          | Budimpešta   | 6. ožujka, 1983.    |
| 2.03   | Monica Iagar       | Rumunjska     | Bukurešt     | 23. siječnja, 1999. |
| 2.03   | Marina Kuptsova    | Rusija        | Beč          | 2. ožujka, 2002.    |

## Skok u vis na Olimpijskim igrama
- Popis pobjednika i osvajača medalja - muškarci
- Popis pobjednica i osvajačica medalja - žene

## Skok u vis na Svjetskim prvenstvima u atletici
- Popis pobjednika i osvjača medalja - muškarci
- Popis pobjednica i osvjačica medalja - žene